# Platymantis polillensis
Espèce
Synonymes
- Philautus polillensis Taylor, 1922

Statut de conservation UICN

 LC  : Préoccupation mineure
Platymantis polillensis ou grenouille de Polillo (Polillo Wrinkled Ground Frog) est une espèce d'amphibiens de la famille des Ceratobatrachidae.

## Répartition
Cette espèce est endémique des Philippines. Elle se rencontre sur l'île de Polillo et sur les côtes qui lui font face sur l'île de Luçon, entre 50 et 350 m d'altitude.
C'est une petite espèce de grenouille arboricole des forêts tropicales, qui s'épanouit dans les couches herbacées. On la rencontre le plus souvent dans les fougères et les arbustes. Elle colonise les lisières de forêts « perturbées », les forêts secondaires, les trouées forestières et les zones avec chutes d'arbres. Elle est maintenant reconnue comme répandue et couramment rencontrée, compte tenu de l'occurrence des précipitations aux Philippines et du type d'habitat qu'elle préfère. Cette espèce est souvent abondante localement.

## Description
L'holotype de Platymantis polillensis mesure 27 mm. Son dos varie du blanc crémeux au jaune finement tacheté de brun rougeâtre. Sa face ventrale est jaune, légèrement tachée de brun sur sa gorge et son menton.
Le cri de cette grenouille consiste en l'émission d'une série lente de gazouillis de haute fréquence modulés en amplitude après des précipitations suffisantes.

## Étymologie
Son nom d'espèce, composé de polill[o] et du suffixe latin -ensis, « qui vit dans, qui habite », lui a été donné en référence au lieu de sa découverte.

## Publication originale
- Taylor, 1922 : Additions to the herpetological fauna of the Philippine Islands, I. The Philippine journal of science, vol. 21, p. 161-206 (texte intégral).